# Gotha (Jesewitz)
Gotha is een plaats in de Duitse gemeente Jesewitz, deelstaat Saksen.